# Siegfried Kracauer

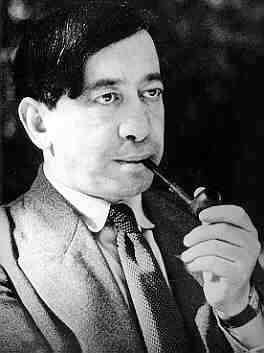
Siegfried Kracauer (vor 1925)

Siegfried Kracauer (* 8. Februar 1889 in Frankfurt am Main; † 26. November 1966 in New York) war ein deutscher Architekt, Journalist, Soziologe, Filmtheoretiker und Geschichtsphilosoph. Kracauer ist Autor der soziologischen Studie Die Angestellten und gilt als einer der Begründer der Filmsoziologie.

## Leben

### Kindheit und Jugend
Siegfried Kracauer entstammt einem kleinbürgerlichen jüdischen Elternhaus in Frankfurt am Main. Sein aus Schlesien stammender Vater Adolf Kracauer (1849–1918) hatte zugunsten seines jüngeren Bruders auf ein Studium verzichtet und arbeitete als Handelsreisender. Die Mutter Rosette (1867–1942), geborene Oppenheim, kam ebenfalls aus einfachen Verhältnissen. Sie war für Kracauer die wichtigere Bezugsperson, stand aber immer im Schatten des Vaters. 1942 wurde sie in das KZ Theresienstadt deportiert und ermordet. Siegfried Kracauer war das einzige Kind des Ehepaars.
Erste geistige Anregungen erhielt der junge Siegfried Kracauer im Hause seines Onkels Isidor Kracauer und seiner Tante Hedwig. Isidor war Geschichtslehrer an der Realschule der Israelitischen Gemeinde Frankfurts und außerdem Leiter der Fersheim’schen Stiftung, die sich um jüdische Waisen kümmerte. Seine zweibändige Geschichte der Frankfurter Juden vom Mittelalter bis zum 19. Jahrhundert gilt als Standardwerk.

### Studium
Kracauer hatte schon früh den Wunsch, Schriftsteller oder Philosoph zu werden. Auf Drängen der Eltern, die ihn vor einer „brotlosen Kunst“ warnten, studierte er jedoch zunächst von 1907 bis 1913 in Darmstadt, München und Berlin Architektur. In München befreundete er sich eng mit den beiden Frankfurter Studenten Otto Max Hainemann und Selmar Spier, um dort seine Reifeprüfung abzulegen. Dort lernte er seinen Mitschüler, den unangefochtenen Klassenprimus Otto Max Hainebach (geboren am 14. August 1892 in Frankfurt am Main; verwundet bei Fort Douaumont, nahe Verdun, gestorben am 14. September 1916 in Frankreich) kennen. Nebenbei besuchte Kracauer Vorlesungen in Philosophie und Soziologie. Auf diese Weise kam er in Berlin mit dem Soziologen Georg Simmel in Kontakt, dessen Idee der Mehrdimensionalität der Perspektiven für Kracauers spätere Erkenntnismethode entscheidend wurde. Das Architekturstudium schloss er 1914 mit der Promotion ab. Thema seiner Dissertation war die Entwicklung der Schmiedekunst in Preußen. Ab 1915 arbeitete Kracauer bei dem Frankfurter Architekten Max Seckbach.

### Frankfurter Jahre
Als der Erste Weltkrieg ausbrach, war auch Kracauer, ähnlich wie Thomas Mann, Gerhart Hauptmann und viele andere, zunächst nicht frei von der allgemeinen Begeisterung und Hoffnung auf eine „kathartische Wendung“. Im Laufe der Kriegserfahrung, die er in seinem ersten Roman Ginster verarbeitete, wich diese anfängliche Zustimmung einer völligen Desillusionierung und Ablehnung. 1918 erhielt Kracauer zunächst eine Anstellung als Architekt beim Stadtbauamt in Osnabrück. Erst 1921 kehrte Kracauer nach Frankfurt am Main zurück, das sich in der Weimarer Republik rasch zum zweiten intellektuellen Zentrum neben Berlin entwickelte. Er war für die Frankfurter Zeitung zunächst als freier Mitarbeiter und Lokalreporter tätig.
Die Frankfurter Jahre waren für Kracauers Entwicklung in mehrfacher Hinsicht prägend. Hier wirkten unter anderem Karl Mannheim, Erich Fromm, Max Horkheimer, Theodor Wiesengrund Adorno und Leo Löwenthal, so dass er mit dem Frankfurter Institut für Sozialforschung in Berührung kam. 1921 lernte Kracauer den erst achtzehnjährigen Adorno kennen, mit dem er gemeinsam philosophische Schriften las und der noch 1964 bekannte, dass ihm erst Kracauer „Kant zum Sprechen gebracht“ habe. Die Freundschaft der beiden Intellektuellen war dennoch von Beginn an nicht frei von Spannungen und Eifersüchteleien, die sich im Zuge politischer Differenzen in den 1930er Jahren massiv verstärkten. Wichtigstes Dokument der Beziehung ist der 2008 herausgegebene Briefwechsel.
Außerdem besuchte Kracauer das Freie Jüdische Lehrhaus mit dem Kreis um den Rabbiner Nehemia Anton Nobel, zu dem auch Martin Buber und Franz Rosenzweig gehörten. Von beiden Institutionen distanzierte sich Kracauer später, die Begegnung mit ihnen trug jedoch zur Schärfung seines eigenen intellektuellen Profils bei. Am Institut für Sozialforschung lernte er 1925 die Bibliothekarin Lili Ehrenreich (1893–1971) kennen, die er 1930 heiratete und die, insbesondere in den schweren Jahren des Exils, seine wichtigste seelische Stütze wurde. Ab 1922 arbeitete Kracauer für die Feuilletonredaktion der Frankfurter Zeitung, einer der angesehensten Tageszeitungen der Weimarer Republik. Redakteure der Frankfurter Zeitung, unter anderem Paul Sethe, waren 1949 an der Gründung der Frankfurter Allgemeinen Zeitung beteiligt. In Frankfurt am Main erinnern eine Straße und eine Gedenktafel an Kracauer.

### Berliner Jahre

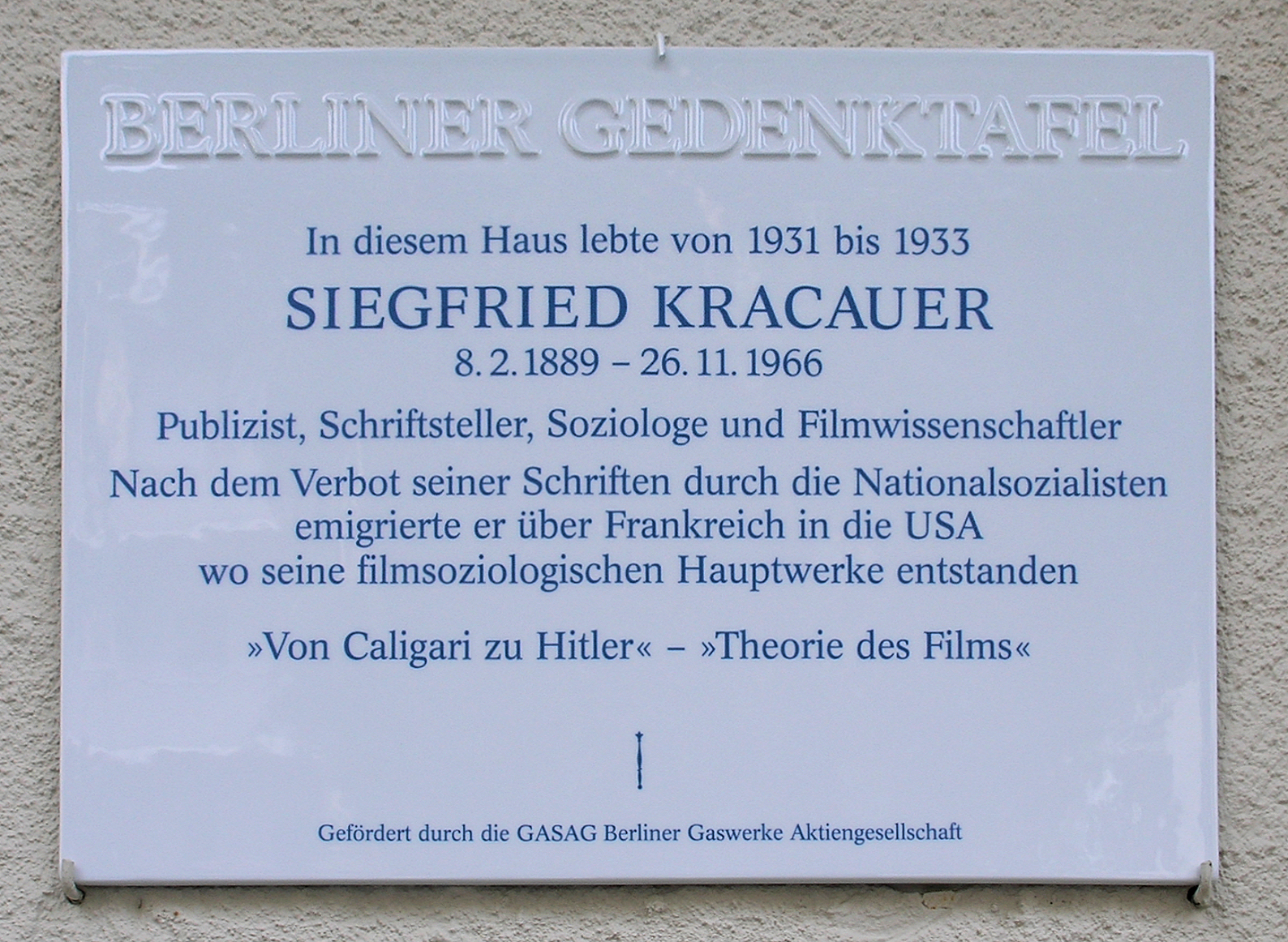
Berliner Gedenktafel am Haus Sybelstraße 35, in Berlin-Charlottenburg

1930 ging Kracauer als Feuilletonchef der Frankfurter Zeitung nach Berlin. Schon die gesamten 1920er Jahre über hatte er sich immer wieder in der Hauptstadt aufgehalten. Nach mehreren Untermietverhältnissen bewohnte er bis 1933 mit seiner Frau eine Wohnung im vierten Stock des Hauses Sybelstraße 35 in Charlottenburg. Auf Betreiben einer Bürgerinitiative wurde am 10. Juni 2010 auch an dem Berliner Haus vom Berliner Senat eine Gedenktafel angebracht und der angrenzende bisherige Holtzendorffplatz nach ihm und seiner Frau Lili in Kracauerplatz umbenannt. Die Berliner Jahre zählen zu den produktivsten im Schaffen Kracauers. Hier entstand seine Angestelltenstudie, hier verfasste er seine scharfsinnigen Beobachtungen des Berliner Alltagslebens, hier entdeckte er den Film als analytisches Medium von Gesellschaft. Die hier analysierte gesellschaftliche Stimmung vor der Machtübernahme durch die Nationalsozialisten bildet auch den Hintergrund des stark autobiographischen Romans Georg.
Unmittelbar nach dem Reichstagsbrand im Februar 1933 floh Kracauer mit seiner Frau nach Paris. In der FZ erschien noch sein Artikel über das Ereignis: „Eine endlose Prozession von Menschen zieht sich um das isolierte Gebäude herum. […] Was an ihnen befremdet, ist ihr beharrliches Schweigen. Es berührt aber darum so merkwürdig, weil Fälle öffentlichen Unglücks in der Regel gerade das Mitteilungsbedürfnis der Massen erwecken. […] Dieser Brand dagegen läßt die Menge verstummen. […] Immer neue Trupps von Schuljungen mischen sich unter die Erwachsenen. […] Wenn sie einmal groß sind, werden sie aus der Geschichte erfahren, was der Reichstagsbrand in Wirklichkeit zu bedeuten hatte.“

### Exil
In Paris begann Kracauer 1934 mit der Arbeit an einer Biographie des Komponisten Jacques Offenbach, von der er sich auch einen Ausweg aus seiner äußerst schwierigen finanziellen Lage erhoffte. Außerdem veröffentlichte er, zum Teil unter Pseudonym, weiter journalistische Artikel, so in L’Europe Nouvelle, in der Neuen Zürcher Zeitung und in der National-Zeitung (Basel). 1936 fertigte er im Auftrag des mittlerweile nach England emigrierten Adorno eine Studie zur Propaganda des NS-Staates an, die sich, obwohl verschollen, durch Briefe, zeitnahe Texte und handschriftliche Notizen rekonstruieren lässt. Darin liefert Kracauer eine äußerst scharfsichtige Analyse des Nationalsozialismus, die sich mit den Erkenntnissen der heutigen Geschichtswissenschaft deckt: Er sah die Ursache des „Dritten Reiches“ in einem komplexen Geflecht von spezifisch deutschen Voraussetzungen – schwaches bürgerliches Selbstbewusstsein, schwache parlamentarische Tradition, plötzlicher Zusammenbruch der Monarchie 1918 –, wobei, anders als in der marxistischen Theorie, nicht dem Kapital und der „Bourgeoisie“, sondern den entwurzelten Mittelschichten die entscheidende Rolle beim Aufstieg Hitlers zugeschrieben wird. Kracauer differenziert außerdem zwischen den Faschismen etwa in Italien oder Spanien und dem Nationalsozialismus in Deutschland als einer besonders aggressiven Variante des Rechtsextremismus; er erkennt somit die Singularität des NS-Staates.
Mit dem Überfall auf Polen durch die Wehrmacht und dem Beginn des Zweiten Weltkrieges verschärfte sich die Lage für die Emigranten in vielen Ländern Europas. Kracauer wurde, wie viele andere deutsche Flüchtlinge in Frankreich, 1939 kurzzeitig interniert. Ein Jahr nach der Okkupation Frankreichs durch die Deutschen gelangen ihm und seiner Frau Lili 1941 via Südfrankreich und mit Hilfe des Emergency Rescue Committee die Flucht nach Lissabon und die Emigration in die USA. Von 1941 bis 1943 arbeitete Kracauer als wissenschaftlicher Mitarbeiter im Museum of Modern Art in New York. Parallel dazu entstand bis 1947 mit Hilfe von Stipendien der Rockefeller- und der Guggenheim-Stiftung eines seiner filmsoziologischen Hauptwerke: From Caligari to Hitler. A Psychological History of the German Film. 1960 erschien Theory of Film. The Redemption of Physical Reality. Sein letztes Werk History – The last things before the last blieb unvollendet; es zählt dennoch zu seinen wichtigsten und für sein Denken aufschlussreichsten Büchern, weil es „gänzlich seinem lebenslang geübten Denkgestus entspricht“ (Momme Brodersen).
In den 1950er Jahren führten Reisen Kracauer und seine Frau acht Mal nach Europa, auch nach Deutschland; in Berlin besuchten sie 1956 ihre frühere Wohnung in der Sybelstraße. Anders als Adorno erhielt Kracauer jedoch keine Einladung zu einer Rückkehr an ein wissenschaftliches Institut oder in eine Zeitungsredaktion in Deutschland. Eine Rückkehr wäre aber auch aus Kracauers Perspektive fragwürdig gewesen: Die Erfahrung des Holocaust hatte das Verhältnis zu seinem Heimatland schwer gestört bis hin zur Sprache, so dass er seit dem Kriegsende nur noch Englisch schrieb. In einem Brief an Leo Löwenthal heißt es angesichts eines Deutschlandbesuches in den 1950er Jahren: „Der Grund, warum es uns davor schauderte, dort sein zu müssen, ist […] die Tatsache, daß es in Deutschland nie eine Gesellschaft gab. […] Die Leute sind alle völlig formlos und unkanalisiert, sie haben kein Außen (und ein ungeordnetes Innen). Es ist alles da, aber nichts am Platz. Daher das unechte, gekünstelte Benehmen, die stilted language, die komplette Unsicherheit. […] Kurzum, ich traue ihnen nicht.“
Kracauer, der keine Kinder hatte, starb 1966 in New York überraschend an den Folgen einer Lungenentzündung.

## Werk

### Frühwerk
1922 erschien die Schrift Soziologie als Wissenschaft, in der Kracauer versucht, die damals noch junge Soziologie als empirische Wissenschaft zu positionieren. Auch wenn die Schrift in Aufbau und Argumentation noch unausgereift erscheint, weist sie in ihrer Absicht bereits auf das spätere Denken Kracauers voraus: Es geht „um die Problematik abstrakter theoretischer Ordnungssysteme, die das Denken von den Phänomenen entfremden“. Insbesondere im dritten Teil der Schrift kommt Kracauer bereits zu der Erkenntnis, dass es die Gegenstände seien, die die Begriffe hervorbringen und nicht umgekehrt. Die Auseinandersetzung mit Edmund Husserl und seiner Phänomenologie, nach der ein „reines Bewusstsein“ nicht existiert, sondern erst durch „Einklammerung“ in die reale Wirklichkeit entsteht, sowie der Einfluss Simmels mit seinem „Möglichkeitsdenken und Methodenpluralismus“ (Momme Brodersen) sind unverkennbar. „Man kann noch durch die kleinste Nebenpforte in den Mittelpunkt menschlichen Wesens gelangen“.
Diese Haltung prägt auch den sogenannten Detektivroman von 1925, in dem Kracauer sich ebenfalls von einem intellektuell durchkonstruierten Weltmodell distanziert, das hier durch die Figur des rein rational operierenden Detektivs verkörpert wird, der den konstruierten Kriminalfall gesetzmäßig lösen kann wie eine mathematische Aufgabe. Die Wirklichkeit ist für Kracauer aber gerade kein geschlossenes Gebäude, weshalb sie auch nicht planmäßig entziffert werden kann wie das Kriminalrätsel einer Detektivgeschichte, sondern nur über eine mehrdimensionale Betrachtung, die selbst die scheinbar nebensächlichsten Gegenstände einschließt.

### Mittlere Schaffensphase
Bekannt wurde Kracauer in der zweiten Hälfte der 1920er Jahre mit zwei Aufsätzen: Die Bibel auf Deutsch von 1925 und Das Ornament der Masse von 1927. Beide Texte weisen Berührungen sowohl mit dem Historischen Materialismus als auch mit der Frankfurter Schule auf und sind ein Grund, weshalb Kracauer später immer wieder deren Umfeld zugeordnet wurde.
Bei Die Bibel auf Deutsch handelt es sich in erster Linie um eine Sprachkritik und keine vollständige Absage an theologische Inhalte. So nennt Kracauer in dem Aufsatz Luthers Bibelübersetzung „unverändert gültig“. Der Schlusssatz „Die Wahrheit liegt jetzt im Profanen“ zielt vielmehr darauf ab, dass für Kracauer gemäß seiner empirischen Methode alles, sei es Theologie, Literatur oder Philosophie, an die Lebenswirklichkeit der Menschen in ihrer jeweiligen Epoche rückgekoppelt bleiben müsse. Der Versuch Martin Bubers und Franz Rosenzweigs, die hebräische Sprachmelodie ins Deutsche zu transponieren, führe zu einem Text, der, ungeachtet der guten Absicht, für das normale Individuum in der modernen Industriegesellschaft zu abgehoben erscheint, um noch auf seine soziale Alltagssituation zielen zu können.
Das Ornament der Masse formuliert noch vor Adorno und Horkheimer Motive aus der Dialektik der Aufklärung, also die Beobachtung, dass die moderne Technik als Produkt der Aufklärung nicht automatisch mit der Vernunft gekoppelt ist, sondern eine Verbindung mit vormodernen Inhalten (Mythen) eingehen kann. Die Unterhaltungsindustrie mit ihren Revuen ist für Kracauer eine Vorlage, die „mit beliebigen Inhalten gefüllt“ werden kann – auch mit gefährlichen wie dem Nationalismus. Dieselben ambivalenten Möglichkeiten bietet auch der Film, dem folglich sein großes Interesse gilt: Es entstehen zahlreiche Filmkritiken und Reflexionen über das Kino, die später in seine filmsoziologischen Schriften münden. Der Historische Materialismus ist für Kracauer dabei aber nur ein retrospektives Beschreibungsmuster, auf keinen Fall eine prospektive Zukunftsbeschreibung im Sinne eines gesetzmäßig verlaufenden „Geschichtsprozesses“.
Diese Position bekräftigt Kracauer 1930 in seiner Studie Die Angestellten, deren Freizeitverhalten und Verhältnis zur Kultur als „Weltflucht“ aus der hierarchisch rationalisierten Arbeitswelt charakterisiert wird, was eine Anfälligkeit für politische Heilslehren bedinge. Während das Werk von der demokratischen Öffentlichkeit als konstruktiver Beitrag zur Debatte aufgenommen wurde, gab es seitens der rechtsextremen Hugenbergpresse wüste antisemitische Angriffe, so dass es im Mai 1933 zu den Schriften gehörte, die die Nationalsozialisten bei der Bücherverbrennung am 10. Mai 1933 öffentlich verbrannten. „Die Monographie über die Angestellten markiert in Siegfried Kracauers publizistischem Werk den Höhepunkt seines ab Mitte der zwanziger Jahre vollzogenen Überganges von einer philosophisch deutenden Kulturkritik zu einer lebensweltlich und alltagssoziologisch orientierten Beobachtung und Analyse moderner Kulturphänomene.“
In den 1920er Jahren entstehen überdies unzählige sogenannte „Straßentexte“, (Straßen in Berlin und anderswo, Berliner Nebeneinander); kurze, prägnante Beobachtungen, in denen Kracauer als Flaneur aus Alltagsbegebenheiten und -gegenständen – U-Bahnhöfen, Eisenbahnunterführungen, Weihnachtsbuden, Kaufhäusern, Zirkusvorstellungen, Lunaparks, Cafés, die er als „Oberflächenerscheinungen“ charakterisiert – grundlegende Aussagen über Zeit und Epoche herausliest. Sie unterscheiden sich von den „Angaben der Epoche über sich selbst“, wie Statistiken, Kommentare oder politische Debatten, gerade dadurch, dass sie „weniger kontrolliert, weniger organisiert, weniger intendiert“ (Inka Mülder-Bach) sind.
Die Lage kurz vor der nationalsozialistischen Machtübernahme spiegelt der Georg-Roman von 1932 wider, der auch vor dem Hintergrund einer zunehmenden Isolation Kracauers in der angepasster und konservativer werdenden FZ-Redaktion verfasst wurde. In meisterhaft ironischer Sprache wird der Siegeszug der Ideologien in der untergehenden Weimarer Republik illustriert. Im Vorgriff auf seine spätere Geschichtsphilosophie distanziert sich Kracauer von der Idee eines gesetzmäßigen Historienbegriffes: Nachdem der Kommunist Neubert gegenüber Georg ein Geschichtspanorama im Sinne des Historischen Materialismus entworfen hat – Wirtschaftskrise → soziale Krise → Weltkrieg → Weltrevolution → klassenlose Gesellschaft –, reflektiert dieser voller Skepsis: „Dieses Panorama […] war die nackte Wirklichkeit, die notwendig so und nicht anders verlaufen müßte. Nur eines wunderte ihn: daß sie sich gleichsam unabhängig vom menschlichen Willen entfalten sollte. Wenn nun die Menschen ihren Sinn änderten und nicht in das Panorama einströmen würden?“ Die Individuen und ihr „Sinn“ sind es, die Kracauer zufolge die eigentlichen Faktoren der geschichtlichen Entwicklung darstellen.
Diese Überzeugung setzt sich fort in dem im Pariser Exil geschriebenen Werk Jacques Offenbach und das Paris seiner Zeit von 1938. Es stellt den Versuch dar, durch die Biographie einer einzelnen Person hindurch eine Biographie des Zweiten Kaiserreichs unter Napoleon III. mit seiner rauschhaften Welt der Operetten und Feste zu erzählen: Geschichte als Geschichte von Einzelleben, Biographie als Gesellschaftsbiographie.

### Spätwerk
Nach dem Zweiten Weltkrieg entstehen als filmsoziologische Schriften From Caligari to Hitler (1947) und Theory of Film von 1960.
From Caligari to Hitler untersucht anhand der Filmgeschichte die soziale Struktur der deutschen Gesellschaft von den Anfängen des Mediums (1895) bis zur Machtergreifung der Nazis (1933). Die These ist, dass es in Deutschland bestimmte „Kollektivdispositionen“ gegeben habe, nämlich eine Neigung zum Morbiden und Makabren bei gleichzeitiger politischer und kultureller Verunsicherung, die zum tieferen Verständnis des Nationalsozialismus berücksichtigt werden müsse. Bereits in einer Kritik für die Frankfurter Zeitung vom 18. Mai 1931 schrieb er über den Regisseur von Metropolis, Fritz Lang, und dessen ersten Tonfilm M – eine Stadt sucht einen Mörder: „Er hätte seinen Vorwurf in einem Sinne zu Ende führen sollen, der unserer sozialen Wirklichkeit entspricht. Stattdessen biegt er von ihr ab und heroisiert das Verbrechertum.“ Zu Metropolis heißt es: „Das gelähmte Kollektivbewusstsein [redet] mit ungewöhnlicher Klarheit im Schlaf“. Dieses „Kollektivbewusstsein“ versteht Kracauer nicht im Sinne eines negativen Nationalcharakters der Deutschen, sondern als Folge bestimmter historischer Entwicklungen und Defizite, die er in seiner Analyse der NS-Propaganda 1937 nennt.
Theory of Film versucht dagegen eine grundsätzliche Einordnung des Films und seiner Funktion: Der Film ist für Kracauer gerade keine Scheinwelt, sondern im Gegenteil durchzieht „der Gedanke einer privilegierten Beziehung des Films zur materiellen Wirklichkeit […] das Buch in allen nur erdenklichen Variationen“ (Brodersen). Für Kracauer ist der Film geradezu ein Weg, zum Wesen des Seins zurückzukommen – eine Position, die heute angesichts der Omnipräsenz visueller Medien und der immer perfekteren Möglichkeiten der Nachbearbeitung, Montage und auch Anonymisierung der Urheberschaft von Bildern hinterfragbar sein mag. Aber „Kracauer schweben in seinem späten Hauptwerk filmische Kunstwerke vor, welche durch die mimetischen Fähigkeiten des Mediums sich an unsere alltägliche Wirklichkeit anschmiegen und ihr ihre Geheimnisse entlocken können: Film kann uns eine Phänomenologie unserer Lebenswirklichkeit eröffnen“ (Johannes Riedner).
Fragment geblieben ist schließlich das geschichtsphilosophische Werk History – The last things before the last. Es war bei Kracauers Tod (1966) aber so weit fortgeschritten, dass es posthum als Buch erscheinen konnte. In der für das Verständnis seines Denkens äußerst wichtigen Abhandlung führt Kracauer schon früher angelegte Positionen zur Geschichtsphilosophie noch einmal zusammen: Die die Gegenwart bestimmenden Geschichtsphilosophien und Gesellschaftsmodelle des 19. Jahrhunderts – und zwar sowohl das Smith-Modell eines freien Spiels der Kräfte als auch Marx’ Konzeption eines historischen Materialismus – krankten daran, dass sie sowohl an der Übertragung des naturwissenschaftlichen Denkens auf gesellschaftliche Vorgänge als auch am Idealismus mit dem hegelianischen Prinzip eines steuernden „Weltgeistes“ festhielten und Geschichte daher nur aus der „Makroperspektive“ betrachteten.
Kracauer bekräftigt demgegenüber, dass ohne die Summe der Beziehungen zwischen einzelnen Menschen und Dingen – er spricht von den „Mikrofaktoren“ – Geschichte nicht erklärbar sei. Weil aber die Individuen frei seien, sei Geschichte letztlich nicht vorhersagbar, sondern offen. Geschichtsschreibung ist daher für ihn auch eher das Erzählen vieler Einzelgeschichten als eine theoretisch-wissenschaftliche Betrachtung aus der Distanz: „Der Historiker muss eine Geschichte erzählen können.“ Daraus resultierend wiederholt er in dem Buch noch einmal seine These, dass der Film mit seiner Möglichkeit auch scheinbar unbedeutende Details und Schattierungen mit auf die Leinwand zu bringen, eine Parallele zur Geschichtsschreibung aufweise.
Kracauers Prinzip des wirklichen Eintauchens in die Welt in ihrer ganzen Vieldimensionalität als Voraussetzung von Erkenntnis findet hier ihren logischen Abschluss. Er denkt sich Geschichtsschreibung deshalb immer auch als „Gegengeschichte, die dem in der bisherigen Geschichte Mißachteten, Verkannten und Verdrängten zu Recht, Namen, Anerkennung und damit Befreiung aus den Exklaven des Vergessens verhelfen soll“ (Johannes Riedner). Der Titel Die letzten Dinge vor den letzten offenbart überdies noch einmal, dass eine theologische Dimension in Kracauers Denken bis zum Schluss erhalten blieb.

## Einordnung und Rezeption
Kracauers Vielseitigkeit als Autor – Soziologe, Kritiker, Essayist, Feuilletonist, Filmhistoriker, Geschichtsphilosoph – macht eine Zuordnung schwierig. Methodisch und inhaltlich bewegt sich sein Denken jenseits abgegrenzter wissenschaftlicher Disziplinen. Folglich ist seine Einordnung auch in der Rezeption umstritten. Während die einen ihn zumindest in einer „gemeinsamen Konstellation“ mit der Frankfurter Schule verorten (Rolf Wiggershaus) und aufgrund der in den 1920er Jahren vorhandenen Berührungen mit dem Historischen Materialismus im weiteren Sinne dem Marxismus zurechnen (Helmut Stalder), plädieren andere für einen eigenen Platz in der Geistesgeschichte jenseits aller Schulen (Georg Steinmeyer).
Unterschiedliche Schwerpunkte in der Interpretation ergeben sich auch aus der langen Publikationsgeschichte. So waren die Aufsatzsammlungen Das Ornament der Masse (1963) und Straßen in Berlin und anderswo, die Angestelltenstudie sowie das filmhistorische Werk zunächst die einzigen im Nachkriegsdeutschland verfügbaren Texte. Das im Rahmen der ersten, unvollständigen Werkausgabe veröffentlichte Geschichtsbuch (1971), der Georg-Roman (1977) und zahlreiche weitere Aufsätze (1990, 1996, 1997) fanden zunächst weniger Beachtung.
Als unumstritten kann gelten, dass Kracauer in einer Zeit, in der Eindimensionalität und das Denken in geschlossenen Theorien die Regel waren, die Offenheit und Mehrdimensionalität der Perspektive in den Mittelpunkt seiner Überlegungen stellte. Er selbst verwendet den Begriff „Mosaik“ als Umschreibung für sein Wirklichkeitsverständnis. Sein Augenmerk liegt dabei auf den Individuen, denen er auch im Zeitalter hochkomplexer Industriegesellschaften noch die Möglichkeit zum Handeln und zur Initiative einräumt.
Seine scharfe Kapitalismuskritik gewinnt gerade durch ihre Ideologiefreiheit an Gewicht. Kracauer war zudem der erste in Deutschland, der die Massenkultur und insbesondere den Film als Gegenstand soziologischer Untersuchungen entdeckte. Bemerkenswert ist in diesem Zusammenhang, dass er die moderne Massenkultur nicht im Sinne einer elitär-radikalen Kulturkritik pauschal verwirft; vielmehr schwingt in seinen Analysen immer auch Faszination und Verständnis für das menschliche Bedürfnis nach Zerstreuung mit: „Der Prozess der Aufklärung geht mitten durch das Massenornament hindurch“. Auch diese moderne Kultur hat für ihn ihr Recht und ihre Notwendigkeit.
Kracauers Herangehensweise ist integrierend, nicht abspaltend. Sie zielt darauf ab, den ganzen Menschen und die ganze Welt mitzunehmen: „Nichts darf je vergessen werden und nichts, was unvergessen ist, darf ungewandelt bleiben“ (Kracauer an Bloch 1926). In einer Zeit, in der angesichts der vielen Krisen die Versuchung, einfache Antworten in Form geschlossener Denksysteme und Ausgrenzungen zu suchen, wieder wachsen könnte, kommt differenzierten Stimmen wie der Kracauers eine wichtige Rolle zu. Die zwischen 2004 und 2012 bei Suhrkamp erschienene Gesamtausgabe und mehrere wissenschaftliche Neuerscheinungen belegen ein wachsendes Interesse an seinem Werk.

## Würdigung

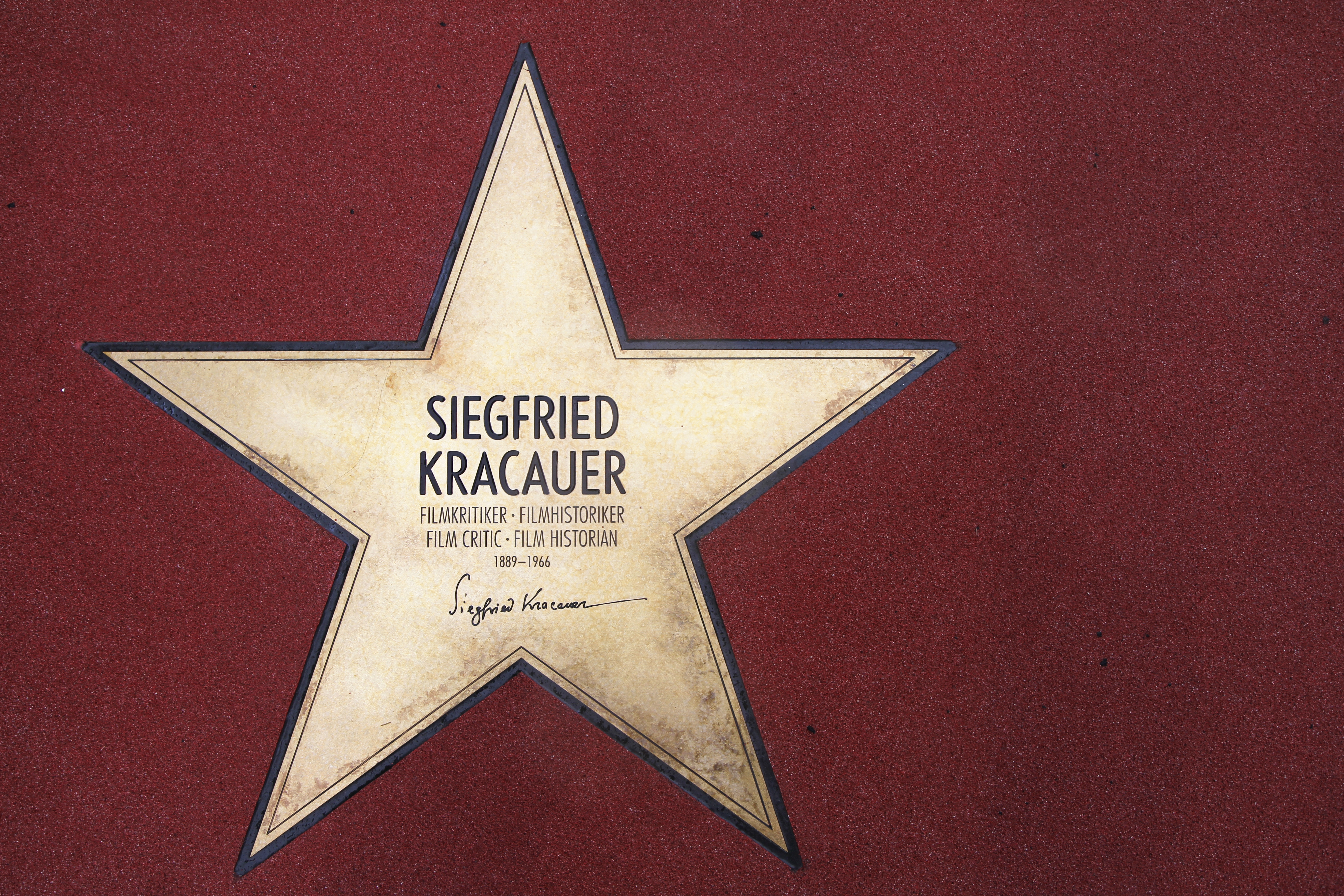
Kracauers Stern auf dem Boulevard der Stars (2011)

2010 wurde der Holtzendorffplatz in Berlin-Charlottenburg, an dem Siegfried Kracauer von 1931 bis 1933 gewohnt hatte, in Kracauerplatz umbenannt.
2011 wurde Kracauer posthum mit einem Stern auf dem Berliner Boulevard der Stars geehrt.
Am 13. Juli 2011 veröffentlichte die Frankfurter Allgemeine Zeitung drei Artikel Kracauers aus den 1920er und 1930er Jahren zusammen mit einer Würdigung des Wissenschaftlers in der Rubrik Geisteswissenschaften. Sie behandelten die Zeit der Inflation mit dem Titel Der Tausch aus dem Jahre 1923, die Frankfurter Altstadt (Die Nichtexistenz der Altstadt, 1925) und Juden in Deutschland unter Hitler aus der Zeitschrift Cahiers Juifs von 1933.
Im Frühjahr 2013 widmete seine Heimatstadt in der Reihe Frankfurt liest ein Buch dem Frühwerk Ginster eine stadtweite Leseaktion.
Die MFG Filmförderung Baden-Württemberg verleiht seit 2013 zusammen mit dem Verband der deutschen Filmkritik einen Preis für Filmkritik, den Siegfried-Kracauer-Preis. Dieser anfänglich mit € 3.000,-- dotierte Preis wurde bis 2023 in jährlichem Wechsel bei den Biberacher Filmfestspielen und dem Kinofest Lünen für die „Beste Filmkritik“ verliehen. Im Jahr 2024 wird der jetzt mit € 5.000,-- dotierten Preis auf dem DOK Leipzig verliehen. 2024 kommt der neue Siegfried-Kracauer-Preis für Beste Innovative Form der Filmkritik hinzu.
Im Themenjahr 2013 der Zerstörten Vielfalt Berlin 1933–1938–1945 wurden ihm in Berlin eine Porträtsäule, eine Stadtmarkierung und zwei Lesungen gewidmet.

## Schriftenverzeichnis
- Thomas Y. Levin: Siegfried Kracauer – Eine Bibliographie seiner Schriften. Deutsche Schillergesellschaft, Marbach am Neckar 1989.

## Schriften

### Gesamtausgaben
- Werke [Neun Bände mit z. T. mehreren Teilbänden]. Hrsg. von Inka Mülder-Bach und Ingrid Belke, Suhrkamp, Frankfurt 2004 ff. Die Gesamtausgabe ist abgeschlossen.
  - Bd. 1: Soziologie als Wissenschaft. Der Detektivroman. Die Angestellten. 2006.
  - Bd. 2,1: Von Caligari zu Hitler. 2012.
  - Bd. 2,2: Studien zu Massenmedien und Propaganda. 2012.
  - Bd. 3: Theorie des Films. Die Errettung der äußeren Wirklichkeit. 2008.
  - Bd. 4: Geschichte – Vor den letzten Dingen. 2009.
  - Bd. 5: Essays, Feuilletons, Rezensionen. (4 Teilbände), 2011.[27]
  - Bd. 6: Kleine Schriften zum Film. (3 Teilbände), 2004
  - Bd. 7: Romane und Erzählungen. 2007
  - Bd. 8: Jacques Offenbach und das Paris seiner Zeit. 2008
  - Bd. 9: Frühe Schriften aus dem Nachlass. (2 Teilbände), 2004

- Schriften. [geplant waren neun Bände, abgebrochen und durch die Werke ersetzt]. Hrsg. von Karsten Witte, Frankfurt am Main: Suhrkamp, 1971–1990.
  - Bd. 1: Soziologie als Wissenschaft. Der Detektiv-Roman. Die Angestellten. 1971; wieder 1978
  - Bd. 2: Von Caligari zu Hitler. Eine psychologische Geschichte des deutschen Films. Übersetzt von Ruth Baumgarten und Karsten Witte, 1979 (Neuauflagen 1993 u.ö., zuletzt 6. Auflage 2002).
  - Bd. 3: Theorie des Films. Die Errettung der äußeren Wirklichkeit. Vom Verfasser revidierte Übersetzung von Friedrich Walter und Ruth Zellschan, 1973 (Neuauflagen 1975 und 1979).
  - Bd. 4: Geschichte – vor den letzten Dingen. Aus dem Amerikanischen von Karsten Witte, 1971.
  - Bd. 5: Aufsätze 1915–1965. Hrsg. Inka Mülder-Bach, 1990, in drei Teilbänden:
    1. 1915–1926
    2. 1927–1931
    3. 1932–1965

  - [Bd. 6: Schriften zum Film. nicht erschienen]
  - Bd. 7: Ginster. Georg. 1973.
  - Bd. 8: Jacques Offenbach und das Paris seiner Zeit. 1976 [Lizenzausgabe für die DDR: Henschel-Verlag, Berlin 1980].
  - [Bd. 9: Schriften aus dem Nachlaß. nicht erschienen]

### Zu Lebzeiten erschienene Schriften
- Die Entwicklung der Schmiedekunst in Berlin, Potsdam und einigen Städten der Mark vom 17. Jahrhundert bis zum Beginn des 19. Jahrhunderts. Verlags- und Druckereigesellschaft, Worms 1915 [Nachdruck mit einem Nachwort zur Neuausgabe von Lorenz Jäger. Mann, Berlin 1997].
- Soziologie als Wissenschaft. Eine erkenntnistheoretische Untersuchung. Sibyllen-Verlag, Dresden 1922.
- Ginster. S. Fischer, Berlin 1928.
  - als gekürzte Lesung von Michael Rotschopf: Verlag Osterwold Audio, 2013, 4 CD, 261 Min.
- Die Angestellten. Aus dem neuesten Deutschland. Frankfurter Societäts-Druckerei, Frankfurt am Main 1930.
- Jacques Offenbach und das Paris seiner Zeit. Allert de Lange, Amsterdam 1937.
- Propaganda and the Nazi War Film. Museum of Modern Art Film Library, New York 1942.
- The Conquest of Europe on the Screen. The Nazi Newsreel 1939–1940. Library of Congress, Washington D.C. 1943.
- From Caligari to Hitler. A Psychological History of the German Film. Princeton University Press, New York 1947 / Denis Dobson, London 1947.
- Attitudes Toward Various Communist Types in Hungary, Poland and Czechoslovakia. Bureau of Applied Social Research, Columbia University, New York o. J.
- Satellite Mentality. Political Attitudes and Propaganda Susceptibilities of Non-Communists in Hungary, Poland and Czechoslovakia. A Report of the Bureau of Applied Social Research, Columbia University. With a Foreword by Henry L. Roberts, Russian Institute/Columbia University Frederick A. Praeger Publishers, New York 1956.
- Theory of Film. The Redemption of Physical Reality. Oxford University Press, New York 1960.
  - Deutschsprachige Ausgabe unter dem Titel: Theorie des Films. Die Errettung der äußeren Wirklichkeit. Suhrkamp, Frankfurt am Main 1964.
- Das Ornament der Masse. Essays. Suhrkamp, Frankfurt am Main 1963.
- Straßen in Berlin und anderswo. Suhrkamp, Frankfurt am Main 1964.

### Posthum erschienene Werke
- History. The Last Things Before the Last. Oxford University Press, New York 1969.
- Georg. Roman. Suhrkamp, Frankfurt am Main 1977.
- Totalitäre Propaganda, herausgegeben und mit einem Nachwort von Bernd Stiegler. Suhrkamp, Berlin 2013, ISBN 978-3-518-29683-7.
- Georg. Roman. Englische Übersetzung von Carl Skoggard. Troy, Publication Studio Hudson, New York 2016, ISBN 978-1-62462-140-6.
- Ideas, talks and some scattered observations. Aufzeichnungen aus Europa (1960–65). hrsh, v. Julia Amslinger und Kyra Palberg, Konstanz University Press, Konstanz 2022, ISBN 978-3-8353-9151-2.

### Nachlass
Kracauers Nachlass liegt im Deutschen Literaturarchiv Marbach. Einzelne Stücke des Nachlasses sind im Literaturmuseum der Moderne in Marbach in der Dauerausstellung zu sehen.

### Briefwechsel
- In steter Freundschaft. Briefwechsel Leo Löwenthal und Siegfried Kracauer 1922–1966. Hrsg. von Peter-Erwin Jansen und Christian Schmidt. Mit einer Einleitung von Martin Jay. Zu Klampen, Springe 2003.
- Siegfried Kracauer – Erwin Panofsky. Briefwechsel 1941–1966. Hrsg. von Volker Breidecker Akademie Verlag, Berlin 1996.
- Der Riß der Welt geht auch durch mich. Theodor W. Adorno – Siegfried Kracauer: Briefwechsel 1923–1966. Hrsg. von Wolfgang Schopf. Suhrkamp Verlag, Frankfurt am Main 2008. (dazu Rezension von Eva Geulen in Die Zeit. 16. Dezember 2008).

## Dokumentationen in Rundfunk und Fernsehen
- Mit dem Blick für das Sichtbare – Siegfried Kracauer. Dokumentarfilm von Rainer K. G. Ott und Ralf J. Egert. SFB-Fernsehen 1986.
- Theodor W. Adorno: Der wunderliche Realist. Radioessay anlässlich Kracauers 75. Geburtstags. Hessischer Rundfunk 1964 (abgedruckt in Theodor W. Adorno: Gesammelte Schriften in 20 Bänden. Band 11: Noten zur Literatur. Abschnitt III. Suhrkamp Taschenbuch Verlag, Frankfurt am Main 2003).
- Podcast der Rosa-Luxemburg-Stiftung: Siegfried Kracauer – Theorie des Films[29]